# Catherine Meusburger
Catherine Meusburger (Innsbruck, Austria; 7 de enero de 1978) es una matemática y física austríaca. Sus principales temas de investigación están en el área de teoría de cuerdas. Además, desde 2011 es profesora de matemáticas en la Universidad de Erlangen-Núremberg.
Meusburger creció en Heidelberg, Alemania. Se graduó en el Kurfürst-Friedrich-Gymnasium donde, según su curriculum vitae, obtuvo los resultados más altos de la escuela. De 1996 a 2001 estudió física en la Universidad de Freiburg. Fue galardonada con el Premio Gustav-Mies 2002 por su tesis "The Quantisation of the algebra of invariants of the closed bosonic Nambu–Goto String using a concrete realization"  y también se graduó con distinción. Dos meses más tarde estuvo en la Universidad Heriot-Watt en Edimburgo para trabajar en su PhD en el departamento de matemáticas, bajo la supervisión de Bernd Schroers; su tesis estuvo titulada "Phase space and quantisation of (2+1)-dimensional gravity in the Chern–Simons formulation."
Durante su carrera académica ha dado numerosas charlas por todas partes de Europa y en el Instituto Perimeter en Canadá, en donde también hizo su tesis postdoctoral de 2004 a 2008.